# Різниченко Федір Петрович
Федір Петрович Різниченко (1865, Кирилівка, нині Шевченкове — 1924, за іншими даними 1922) — український маляр-пейзажист, аквареліст, рисувальник родом із Черкащини. Майстер ліричного пейзажу, часто писав види України.

## Життєпис

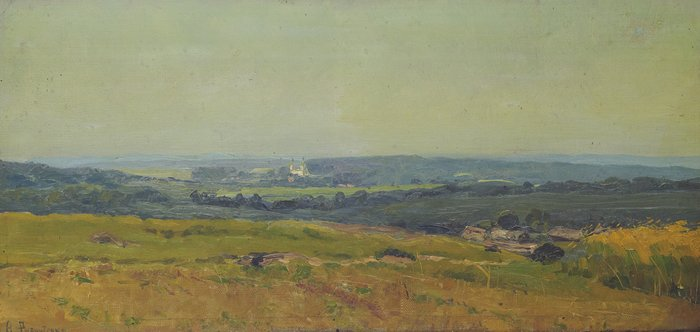
Літній пейзаж. Поле за селом. Кінець 1900-х — 1910-і роки.

Навчався в Петербурзькій Академії Мистецтва (1883—1893) у Михайла Клодта. У 1885 році отримав звання вчителя малювання в нижчих навчальних закладах. Нагороджений двома срібними медалями (1887 та 1889). З 1895 року Федір Різниченко член Санкт-Петербурзького товариства художників. Працював у майстерні Ю. Ю. Клевера, творчість якого справила на нього істотний вплив. У 1892 році отримав звання класного художника III ступеня.

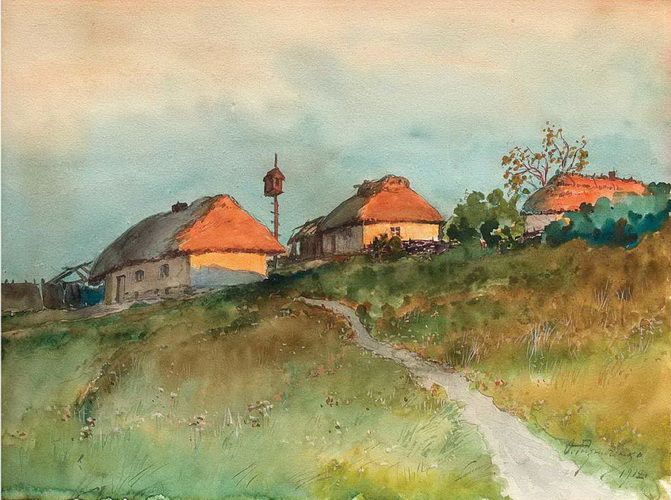
Стежина до хати, 1912 рік

Багато подорожував Росією та за кордоном: Італія, Франція, Індія, Африка. Учасник виставок ТПХВ (1918), ТПРХ (1901). 1911 при Осінній виставці в Петербурзі відбулася персональна виставка. Член товариства «Мюссарівські понеділки», завдяки якому провів ряд персональних виставок (з 1914). Жив і працював у Петербурзі. Автор ліричних пейзажів та жанрових сцен.

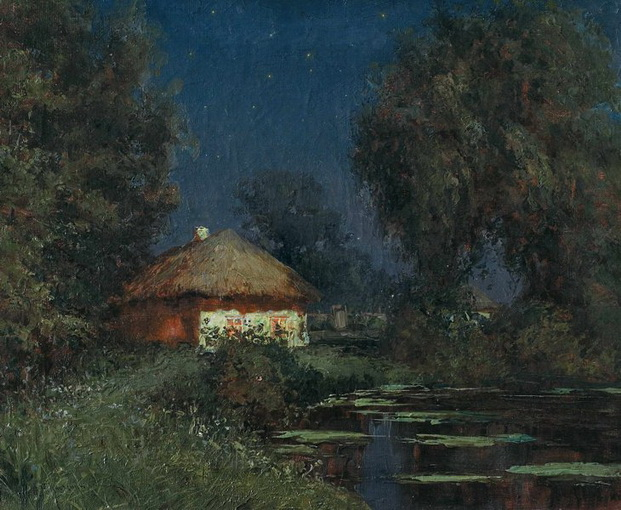
Ставок. Ніч, перша чверть XX ст.

Востаннє Федір Різниченко згадується у зв'язку з його участю в XVI річній виставці картин Товариства художників (Петроград, 1922 г.). Подальша доля художника невідома. Твори зберігаються в ХМ Росії та України.

## Твори
- «Зимовий вечір на Україні»;
- «Село Кирилівка»;
- «Осінь» (1911);
- «Хутір узимку» (1912);
- «Стежина до хати» (1912);
- «Ставок. Ніч» (перша чверть XX ст.);
- «Старі верби» (1913) та ін.